# Java OpenStreetMap Editor
JOSM (Java OpenStreetMap Editor) är en editor skapad för att skapa kartor till OpenStreetMap projektet och dess kringliggande projekt. 
Programmet är ett av många för att redigera OpenStreetMap data, men ett av de funktionrikaste och mest utvecklade. Programmet är modulbaserat och kan utökas i antalet funktioner med hjälp av insticksprogram, ofta för att anpassas till olika delprojekt baserade på OpenStreetMaps databas, till exempel OpenSeaMap projektet som har en egen insticksmodul till JOSM.
JOSM är utvecklat i programspråket Java och finns idag tillgängligt för flertalet operativsystem.

## Bakgrund
Programmet skapades ursprungligen av Immanuel Scholz, men sedan dess har ett oräkneligt antal utvecklare hjälpt till att vidareutveckla programmet. Idag är Dirk Stöcker ansvarig utgivare för projektet.

## Användning
Programmet har en rad smarta funktioner för att underlätta kartering. En del av dem är grundverktyg som alltid finns installerade tillsammans med programmet, andra kräver att man installerar insticksprogram.
Om det redan finns en del information i området man ska börja kartlägga kan man välja att ladda ned denna del till programmet om man har en intetneruppkoppling. Det går dock bra att föra över denna information på annat sätt.
Saknar man helt information när man börjar bygga upp ett område på kartan så kan man alltid komplettera detta mot den stora kartan vid senare tillfälle.
Ljud Geotaggning
En metod för att komma ihåg vad det är för något man kartlägger när man är ute och samlar in data är att göra ljudanteckningar samtidigt, denna information kan vara gatunummer, namn på gator osv, allt av intresse. Inspelningarna kan med hjälp av rätt fältutrustning sammanlänkas till GPS spåret och man får då ut sin dåvarande position länkad till rätt tidstämpel i ljudinspelningen.
Bild Geotagging
Likt ljud geotagging går det även att synkronisera foton med GPS spår. Om man är ute och samlar in GPS-spår, så sparas tiden för olika positioner i spåret. När man fotograferar med en modern digitalkamera så sparas informations data till alla bilder; Exif, då denna information även innehåller när bilden togs, så går det att synkronisera denna informationen med GPS-spåret och få reda på precis var bilden togs. Bilderna placeras dessutom längs med GPS-spåret så man enkelt får en överblick av den dåvarande positionen.
Flygfotogrammetri
Det kan vara svårt för många att komma över lodbilder för vissa geografiska platser när man ska skapa kartor med stereokartering, men när källa finns tillgänglig så går det bra att använda informationen för att rita ut kartan, antingen om att man har en eller flera säkra referenspunkt i bilden, eller om bilden har tillhörande koordinatuppgifter så man kan placera den rätt. JOSM har inbyggt stöd för att använda ett antal existerande webbaserade kart-tjänster, huruvida denna information får användas till OpenStreetMap projektet varierar och är ibland datumavtalat då det finns tillgängligt för projektet.

## Utveckling
Programmet är fritt för vem som helst att utveckla, eftersom projektet ligger under ett GPL licens.
En del av utvecklingen består av att skapa nya moduler till olika projekt, dessa kan utvecklas lite mer fristående från själva programmet.
Projektet söker ständigt fler deltagare som kan hjälpa till med mjukvaru utveckling, översättning, och dokumentring.